# Hell Is Other Robots
«Hell Is Other Robots» (з англ. — «Пекло — це інші роботи») — дев'ята серія першого сезону анімаційного серіалу «Футурама», що вийшла в ефір у Північній Америці 18 травня 1999 року.
Автор сценарію: Ерік Каплан.
Режисер: Річ Мур.

## Сюжет
Після концерту гурту «Beastie Boys», на запрошення свого старого приятеля Фендера, Бендер потрапляє на вечірку, з якої починається його захоплення електричним струмом як наркотиком. Отримавши майже смертельну дозу електрики під час космічної грози, Бендер нарешті усвідомлює свою проблему. Сподіваючись уникнути вічного прокляття у Робопеклі, Бендер приймає хрещення мастилом у церкві роботології, і Робот-проповідник приварює символ роботології на його корпус.
Новий, глибоко релігійний Бендер починає докучати своїм колегам, і тому Фрай і Ліла вирішують навернути його на гріховний спосіб життя знов. Підлаштувавши фальшиве завдання з доставки до Атлантик-Сіті, вони спокушають Бендера алкоголем, повіями і легкодоступними об'єктами для крадіжки. Після нетривалої боротьби зі власними бажаннями Бендер поступається, зриває символ роботології з себе і викидає його. Непомітно для нього символ подає таємничі сигнали.
Пізніше, коли Бендер у готельному номері розважається з трьома роботами-жінками, лунає стук у двері. Коли двері відчиняються, кімнату заповнює жовтогаряче світло, і вила, що просовуються в одвірок, збивають Бендера з ніг. Він приходить до тями у Робопеклі, тим часом як Фрай і Ліла намагаються знайти його, за допомогою нюху Жуйки.
У Робопеклі Робот-Диявол повідомляє Бендеру, що вічні муки за гріхи є умовою вступу до церкви роботології. Водночас Жуйка приводить Фрая і Лілу до покинутого парку розваг у Нью-Джерсі, де, виявляється, існує вхід до Робопекла.
Робот-Диявол детально пояснює Бендеру, в чому полягатимуть вічні тортури, у формі музичного номера. Коли пісня закінчується, з'являються Фрай і Ліла, намагаючись викупити бендерову душу. Робот-Диявол погоджується, що згідно з «Законом про здорову конуренцію» від 2275 року, душу Бендера можна виграти на змаганні з гри на золотій скрипці. Після того як Робот-Диявол неперевершено віртуозно виконує п'єсу, Ліла б'є його скрипкою по голові, й уся трійця тікає з Робопекла. Поцупивши пару крил в одного з демон-ботів, Бендер підхоплює друзів, і вони злітають угору, на волю. Зрештою, Бендер обіцяє не бути, ані занадто добрим, ані занадто поганим.

## Тематика
Це одна з небагатьох серій, присвячених релігійним аспектам світу «Футурами». В ній вперше представлені дві з трьох центральних релігійних фігур серіалу: Робот-Диявол і Робот-проповідник. Образ Робота-проповідника пародіює стереотипних афроамериканських проповідників. Весь епізод ілюструє релігійне оновлення особи як позитивне для її вдачі та моральності явище і водночас показує деякі менш приємні риси, що властиві неофітам. Те, як Робот-Диявол пояснює свої права на душу Бендера, нагадує елементи вчення баптистів.

## Виробництво
У серії взяли участь двоє з трьох учасників гурту «Beastie Boys» у ролі самих себе. На концерті вони виконують пісні зі свого альбому 1998 року «Hello Nasty».

## Пародії, алюзії, цікаві факти
Серія містить численні алюзії на різні твори мистецтва, так чи інакше пов'язані з релігією. Назва серії пародіює відомий рядок «Пекло — це інші люди» з п'єси Жана-Поля Сартра «Зачинені двері». Тортури в Робопеклі багато в чому подібні на ті, які описав Данте Аліґ'єрі у частині «Пекло» своєї «Божественної комедії».
- Голова і тіло робота Фендера являють собою підсилювач з логотипом фірми «Fender».
- Робот-Диявол виконує на скрипці уривок з «Танцю домовиків» Антоніо Бацціні.
- Фраза Ліли «Хто б міг подумати, що пекло дійсно існує? І що воно у Нью-Джерсі?» є частиною часто повторюваного в серіалі жарту про Нью-Джерсі як неприємне місце.
- Під час хрещення Бендера над вівтарем у храмі роботології вивішено банер з двома рядками програми на Бейсику:

10 SIN (гріх)
20 GOTO HELL (іти до пекла)
- Коли Фрай і Ліла вперше потрапляють до атракціону «Інферно», за лаштунками якого знаходиться Робопекло, на стіні помітно серце з написом «H.S & M.B.». Це ініціали Гомера Сімпсона і Мардж Був'є.

## Особливості українського перекладу
- У серії використано багато лексики з жаргону наркоманів: дозняк, хапати, баян тощо.
- Під час подорожі на планету Сицилія VIII корабель «Міжпланетного експреса» пролітає Козацьку туманність.